# José Cerdá Pastor
José Cerdá Pastor, también conocido como padre Cerdá (Alicante, 27 de septiembre de 1881 - Monforte del Cid, 18 de septiembre de 1936), fue un sacerdote español, sacristán mayor y presbítero asistente de la concatedral de San Nicolás en Alicante, por entonces colegiata. Fue asesinado al comienzo de la guerra civil española.

## Biografía
Nació en 1881 en Alicante, hijo de Dolores Pastor y José Cerdá, artesano que tenía su taller en la calle San Vicente. También era sobrino del alcalde Lorenzo Carbonell.
Cursó estudios eclesiásticos en el Seminario de San Miguel de Orihuela y fue ordenado sacerdote en 1903. Desde ese mismo año hasta 1919 fue capellán en la iglesia de Nuestra Señora del Carmen de Alicante, cuyo solar es hoy la plaza del Carmen. Posteriormente fue sacristán mayor y presbítero asistente en San Nicolás. Tras ser cerrado este templo al inicio de la guerra civil el padre Cerdá continuó celebrando misa en su domicilio, donde también custodió objetos de valor de San Nicolás con permiso del gobernador civil.

### Asesinato
En la noche del 18 de septiembre de 1936 varios miembros de la FAI (Federación Anarquista Ibérica) se personaron en su casa y lo secuestraron. Pese a los esfuerzos del gobernador civil por hallarlo con vida, fue encontrado muerto poco después en una cuneta en el Portichol, Monforte del Cid, asesinado de un tiro en la nuca. Su cadáver mostraba signos de haberse defendido de sus asesinos.

## Reconocimientos
Tiene una calle dedicada en su honor en el barrio de Miguel Hernández de su ciudad natal.